# Marina Real de Marruecos
La Marina Real de Marruecos (en árabe: البحرية الملكية‎, bereber: Adwas Ageldan n Yilel, en francés: Marine royale) es la rama marítima de las Fuerzas Armadas del Reino de Marruecos. Fue creada el 1 de abril de 1960 por Mohammed V, para proteger la costa y la Zona Económica Exclusiva (ZEE) de 85 000 millas náuticas cuadradas y 3952 KM  de costa, para garantizar la seguridad del Estrecho de Gibraltar, junto con España y Reino Unido, y la lucha contra el contrabando.
Su mayor base se encuentra en Casablanca, otras más pequeñas, ubicadas en Agadir, Alhucemas, Villa Cisneros, Kenitra, Safí, Tan-Tan y Tánger. La Marina Real de Marruecos cuenta con una fuerza total de doce mil hombres  y tres mil infantes de marina.
La nueva base de Ksar Sghir que se construirá en el norte del reino, será la primera en ser utilizada exclusivamente como base militar en Marruecos, será una de las más grandes del país. El Real Ejército de Marruecos indicó que estas nuevas instalaciones serán la base principal de la Marina Real para la protección de la costa norte.
La Marina Real está especializada en misiones de desembarco, sabotaje, infiltración y de operaciones especiales de todo tipo con un cuerpo especial de más de tres mil marines agrupados en tres Batallones de Fusileros Marinos (BFM).
Para cumplir con sus misiones RM les proporciona, entre otros, cinco buques de transporte y desembarco de tipo LST Newport, Edic, además de las barcazas y Zodiac militares, y con el apoyo de los helicópteros Panther.

## Bases navales
- Casablanca
- Safí
- Agadir
- Kenitra
- Tánger

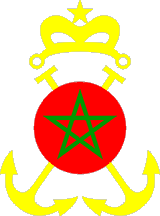
Escudo de la Marina Real Marroquí.

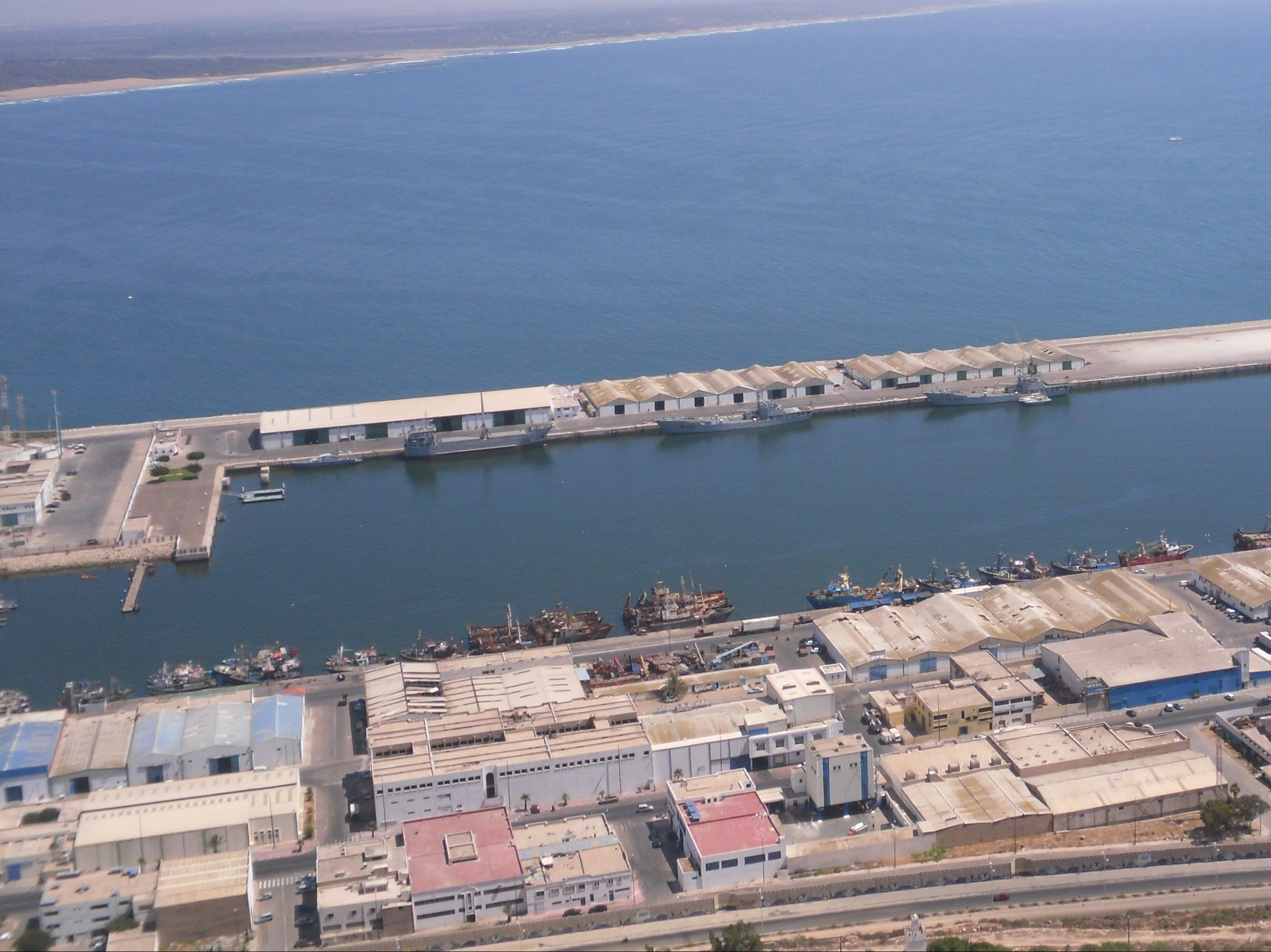
Base naval de Agadir.

- Villa Cisneros en el Sáhara Occidental
- Alhucemas
- Beni Ensar
- Alcazarseguir

## Personal
La Marina Real dispone de un total de doce mil efectivos, incluyendo tres mil infantes de marina. En la actualidad, el 1.er y 2º Batallón de Desembarco de Infantería de marina tienen su base en la ciudad de Alhucemas, en el norte de Marruecos, y el 3.er Batallón de Desembarco está destacado en la ciudad de El Aaiún.

## Empleos
| Oficiales Generales            | Oficiales Generales | Oficiales Generales | Oficiales Generales | Oficiales Generales | Oficiales Generales |
| Grado                          | Apelativo           | Distintivo          |                     |                     |                     |
| ------------------------------ | ------------------- | ------------------- | ------------------- | ------------------- | ------------------- |
| Almirante                      | Almirante General   |                     |                     |                     |                     |
| Vicealmirante de Escuadra      | Almirante           |                     |                     |                     |                     |
| Vicealmirante                  | Almirante           |                     |                     |                     |                     |
| Contraalmirante                | Almirante           |                     |                     |                     |                     |
| Oficiales Superiores           |                     |                     |                     |                     |                     |
| Grado                          | Apelativo           | Distintivo          |                     |                     |                     |
| Capitán de navío               | Comandante          |                     |                     |                     |                     |
| Capitán de navío               | Comandante          |                     |                     |                     |                     |
| Capitán de fragata             | Comandante          |                     |                     |                     |                     |
| Capitán de corbeta             | Comandante          |                     |                     |                     |                     |
| Oficiales Subalternos          |                     |                     |                     |                     |                     |
| Grado                          | Apelativo           | Distintivo          |                     |                     |                     |
| Teniente de navío              | Capitán             |                     |                     |                     |                     |
| Teniente de navío de 1.ª clase | Teniente            |                     |                     |                     |                     |
| Teniente de navío de 2.ª clase | Teniente            |                     |                     |                     |                     |
| Suboficiales Superiores        |                     |                     |                     |                     |                     |
| Grado                          | Apelativo           | Distintivo          |                     |                     |                     |
| Maestre senior                 | Maestre senior      |                     |                     |                     |                     |
| Primer maestre                 | Primer maestre      |                     |                     |                     |                     |
| Suboficiales                   |                     |                     |                     |                     |                     |
| Grado                          | Apelativo           | Distintivo          |                     |                     |                     |
| Maestre                        | Maestre             |                     |                     |                     |                     |
| Maestre segundo de 1.ª clase   | Maestre segundo     |                     |                     |                     |                     |
| Maestre segundo de 2.ª clase   | Maestre segundo     |                     |                     |                     |                     |
| Marineria                      |                     |                     |                     |                     |                     |
| Grado                          | Apelativo           | Distintivo          |                     |                     |                     |
| Contramaestre de 1.ª clase     | Contramaestre       |                     |                     |                     |                     |
| Contramaestre de 2.ª clase     | Contramaestre       |                     |                     |                     |                     |
| Marinero de 1.ª clase          | Marinero            |                     |                     |                     |                     |
| Marinero                       | Marinero            | Sin distintivo      |                     |                     |                     |

## Unidades
| Clase                          | Imagen                                         | Número                  | Buques                       | Año                     | Notas                                                                                       |
| Fragatas y corbetas (7)        | Fragatas y corbetas (7)                        | Fragatas y corbetas (7) | Fragatas y corbetas (7)      | Fragatas y corbetas (7) | Fragatas y corbetas (7)                                                                     |
| ------------------------------ | ---------------------------------------------- | ----------------------- | ---------------------------- | ----------------------- | ------------------------------------------------------------------------------------------- |
| Clase FREMM                    |                                                | 1                       | Mohammed VI                  | 2014                    | Versión Antisubmarina. Buque insignia.                                                      |
| Clase Descubierta              | Descubierta class Lieutenant Colonel Errahmani | 2                       | Lieutenant-Colonel Errahmani | 1983                    | Actualizada en 2014. En octubre de 2017 enviada a Navantia, Cartagena, para revisión mayor. |
| FMMM                           |                                                | 3                       | Tarik Ben Ziyad              | 2011                    | Sigma 10513.                                                                                |
| FMMM                           | 4                                              | Sultan Moulay Ismail    | 2012                         | Sigma 9813.             |                                                                                             |
| FMMM                           | 5                                              | Allal Ben Abdellah      | 2012                         | Sigma 9813.             |                                                                                             |
| Clase Floreal                  |                                                | 6                       | Mohammed V                   | 2002                    |                                                                                             |
| Clase Floreal                  | 7                                              | Hassan II               | 2003                         |                         |                                                                                             |
| Patrulleros Oceánicos (22)     |                                                |                         |                              |                         |                                                                                             |
| OPV-70                         | 341 Bir Anzaran                                | 8                       | Bir Anzaran                  | 2011                    |                                                                                             |
| OPV-64                         | 322 Raïs Al Mounastiri.                        | 318                     | Raïs Bargach                 | 1995                    |                                                                                             |
| OPV-64                         | 322 Raïs Al Mounastiri.                        | 319                     | Raïs Britel                  | 1996                    |                                                                                             |
| OPV-64                         | 322 Raïs Al Mounastiri.                        | 320                     | Raïs Charkaoui               | 1996                    |                                                                                             |
| OPV-64                         | 322 Raïs Al Mounastiri.                        | 321                     | Raïs Maaninou                | 1997                    |                                                                                             |
| OPV-64                         | 322 Raïs Al Mounastiri.                        | 322                     | Raïs Al Mounastiri           | 1997                    |                                                                                             |
| Clase Osprey 55                |                                                | 308                     | El Lahiq                     | 1987                    |                                                                                             |
| Clase Osprey 55                | 309                                            | El Tawfiq               | 1988                         |                         |                                                                                             |
| Clase Osprey 55                | 316                                            | El Hamiss               | 1990                         |                         |                                                                                             |
| Clase Osprey 55                | 317                                            | El Karib                | 1990                         |                         |                                                                                             |
| Clase Lazaga                   |                                                | 304                     | El Khattabi                  | 1981                    |                                                                                             |
| Clase Lazaga                   | 305                                            | Commandant Boutouba     | 1981                         |                         |                                                                                             |
| Clase Lazaga                   | 306                                            | Commandant El Harty     | 1982                         |                         |                                                                                             |
| Clase Lazaga                   | 307                                            | Commandant Azouggarh    | 1982                         |                         |                                                                                             |
| Clase Cormorán                 |                                                | 310                     | Teniente De Vaisseau Rabhi   | 1988                    |                                                                                             |
| Clase Cormorán                 | 311                                            | Errachiq                | 1988                         |                         |                                                                                             |
| Clase Cormorán                 | 312                                            | El Akid                 | 1989                         |                         |                                                                                             |
| Clase Cormorán                 | 313                                            | El Maher                | 1989                         |                         |                                                                                             |
| Clase Cormorán                 | 314                                            | El Majid                | 1989                         |                         |                                                                                             |
| Clase Cormorán                 | 315                                            | El Bachir               | 1989                         |                         |                                                                                             |
| PR-72                          |                                                | 302                     | Okba                         | 1976                    |                                                                                             |
| PR-72                          | 303                                            | Triki                   | 1977                         |                         |                                                                                             |
| Patrulleros de Costa           |                                                |                         |                              |                         |                                                                                             |
| Clase P-32                     |                                                | 203                     | El Wacil                     |                         |                                                                                             |
| Clase P-32                     | 204                                            | El Jail                 |                              |                         |                                                                                             |
| Clase P-32                     | 205                                            | El Mikdam               |                              |                         |                                                                                             |
| Clase P-32                     | 206                                            | El Khafir               |                              |                         |                                                                                             |
| Clase P-32                     | 207                                            | El Haris                |                              |                         |                                                                                             |
| Clase P-32                     | 208                                            | Essahir                 |                              |                         |                                                                                             |
| Clase P-32                     | 209                                            | Erraid                  |                              |                         |                                                                                             |
| Clase P-32                     | 210                                            | Erraced                 |                              |                         |                                                                                             |
| Clase P-32                     | 211                                            | El Kaced                |                              |                         |                                                                                             |
| Clase P-32                     | 212                                            | Essaid                  |                              |                         |                                                                                             |
| VCSM/RPB 20                    |                                                | (107‑116)               |                              |                         |                                                                                             |
| Clase Rodman-101               |                                                | (130‑139)               |                              |                         |                                                                                             |
| Clase Rodman-55                |                                                | 10 unidades             |                              |                         |                                                                                             |
| Clase Arcor-17                 |                                                | 10 unidades             |                              |                         |                                                                                             |
| Clase Arcor-46                 |                                                | (D01‑D18)               |                              |                         | En servicio con las Aduanas Marroquíes.                                                     |
| Clase Arcor-53                 |                                                | 15 unidades             |                              |                         | En servicio con la Gendarmería de Marruecos.                                                |
| Clase Griffon 500TD hovercraft |                                                | 2 unidades              |                              |                         | En servicio con la Gendarmería de Marruecos.                                                |
| Buques de Asalto Anfibio       |                                                |                         |                              |                         |                                                                                             |
| Clase BATRAL LST               |                                                | 402                     | Daoud Ben Aicha              | 1977                    |                                                                                             |
| Clase BATRAL LST               | 403                                            | Ahmed Es Sakali         | 1977                         |                         |                                                                                             |
| Clase BATRAL LST               | 404                                            | Abou Abdallah El Ayachi | 1978                         |                         |                                                                                             |
| LCT 50                         |                                                | 409                     | Sidi Ifni                    | 2016                    |                                                                                             |
| Buques de apoyo                |                                                |                         |                              |                         |                                                                                             |
| Ad Dakhla CLS                  |                                                | 408                     | Daoud Ben Aicha              | 1997                    | Buque logístico costero.                                                                    |
| Stan Tender 1504               |                                                | H‑01                    | H-01                         | 2011                    | Usado para cartografía submarina.                                                           |
| Damen Stan Tug 2208            |                                                | A02                     | Al Mounkid                   | 2015                    | Remolcador costero y de Puerto.                                                             |
| BBP                            |                                                | 803                     | BBP                          |                         | Buque de entrenamiento de submarinistas.                                                    |
| Clase d'Entrecasteaux          |                                                | 804                     | Dar Al Beida                 | 2018                    | Buque hidrográfico y oceanográfico.                                                         |
| Marrakech                      |                                                | xxx                     | ro-ro                        |                         | Buque de transporte de tropas y materiales ro-ro.                                           |

| Clase                                          | Imagen                                         | Número                                         | Buques                                         | Año                                            | Notas |
| Unidades en proceso de compra y/o construcción | Unidades en proceso de compra y/o construcción | Unidades en proceso de compra y/o construcción | Unidades en proceso de compra y/o construcción | Unidades en proceso de compra y/o construcción | Unidades en proceso de compra y/o construcción |
| ---------------------------------------------- | ---------------------------------------------- | ---------------------------------------------- | ---------------------------------------------- | ---------------------------------------------- | --- |
| Damen Interceptor 1503                         |                                                | 5 unidades                                     |                                                |                                                | La Marina Real de Marruecos encargó 5 lanchas en 2016 a los astilleros holandeses de Damen Shipyards Group. Se desconoce si se encuentran en servicio en la actualidad.           |
| AMUR 1650                                      |                                                | 1 unidad                                       |                                                |                                                | La Marina Real de Marruecos pretende adquirir al menos un submarino de la clase «Amur 1650», de origen ruso. No está confirmada ni su compra ni su operatividad en la actualidad. |

| Clase                                         | Imagen                                        | Número                                        | Buques                                        | Año                                           | Notas                                                                                           |
| Unidades en desuso y/o retiradas del servicio | Unidades en desuso y/o retiradas del servicio | Unidades en desuso y/o retiradas del servicio | Unidades en desuso y/o retiradas del servicio | Unidades en desuso y/o retiradas del servicio | Unidades en desuso y/o retiradas del servicio                                                   |
| --------------------------------------------- | --------------------------------------------- | --------------------------------------------- | --------------------------------------------- | --------------------------------------------- | ----------------------------------------------------------------------------------------------- |
| Clase Newport                                 |                                               | 407                                           | Sidi Mohammed Ben Abdallah                    | 1972-1994                                     | Procedente de la US Navy y vendido a la Marina Real Marroquí, ex USS Bristol County (LST-1198). |

## Aviación naval
| Aeronave                                      | Imagen                       | Origen                       | Misión                                                                                             | En servicio | Observaciones                                                                     |
| Aviones de patrulla marítima                  | Aviones de patrulla marítima | Aviones de patrulla marítima | Aviones de patrulla marítima                                                                       | Aviones de patrulla marítima | Aviones de patrulla marítima                                                      |
| --------------------------------------------- | ---------------------------- | ---------------------------- | -------------------------------------------------------------------------------------------------- | --- | --------------------------------------------------------------------------------- |
| Pilatus Britten-Norman BN-2T Turbine Islander |                              | Reino Unido                  | Aviones de patrulla marítima                                                                       | - CN-TWK (2213) - CN-TWL (2214) - CN-TWM (2215) - CN-TWN (2228) - CN-TWO (2232): Retirado por accidente aéreo - CN-TWP (2233) - CN-TWQ (2237) - CN-TWR (2259) - CN-TWS (2261) - CN-TWT (2262) - CN-TWU (2266) - CN-TWV (2273) - CN-TWW (2274) - CN-TWX (2275) | Operados por la Gendarmería de Marruecos (Ministerio de Pesca y Marina Mercante). |
| Beechcraft Super King Air 350ER               |                              | Estados Unidos               | Aviones de patrulla marítima                                                                       | - CN-TMR (211,FL-996) - CN-TMS (212,FL-1007) | Ordenados en 2018 por la Marina Real de Marruecos.                                |
| Helicópteros                                  |                              |                              | | |                                                                                   |
| Eurocopter AS565MB Panther                    |                              | Francia                      | Helicóptero de guerra antisuperficie (ASUW), guerra antisubmarina (ASW) y búsqueda y rescate (SAR) | - CN-AHA (111,6603) - CN-AHB (112,6621) - CN-AHC (113,6622) | Operados por la Marina Real de Marruecos.                                         |